# E39 (Maleisië)

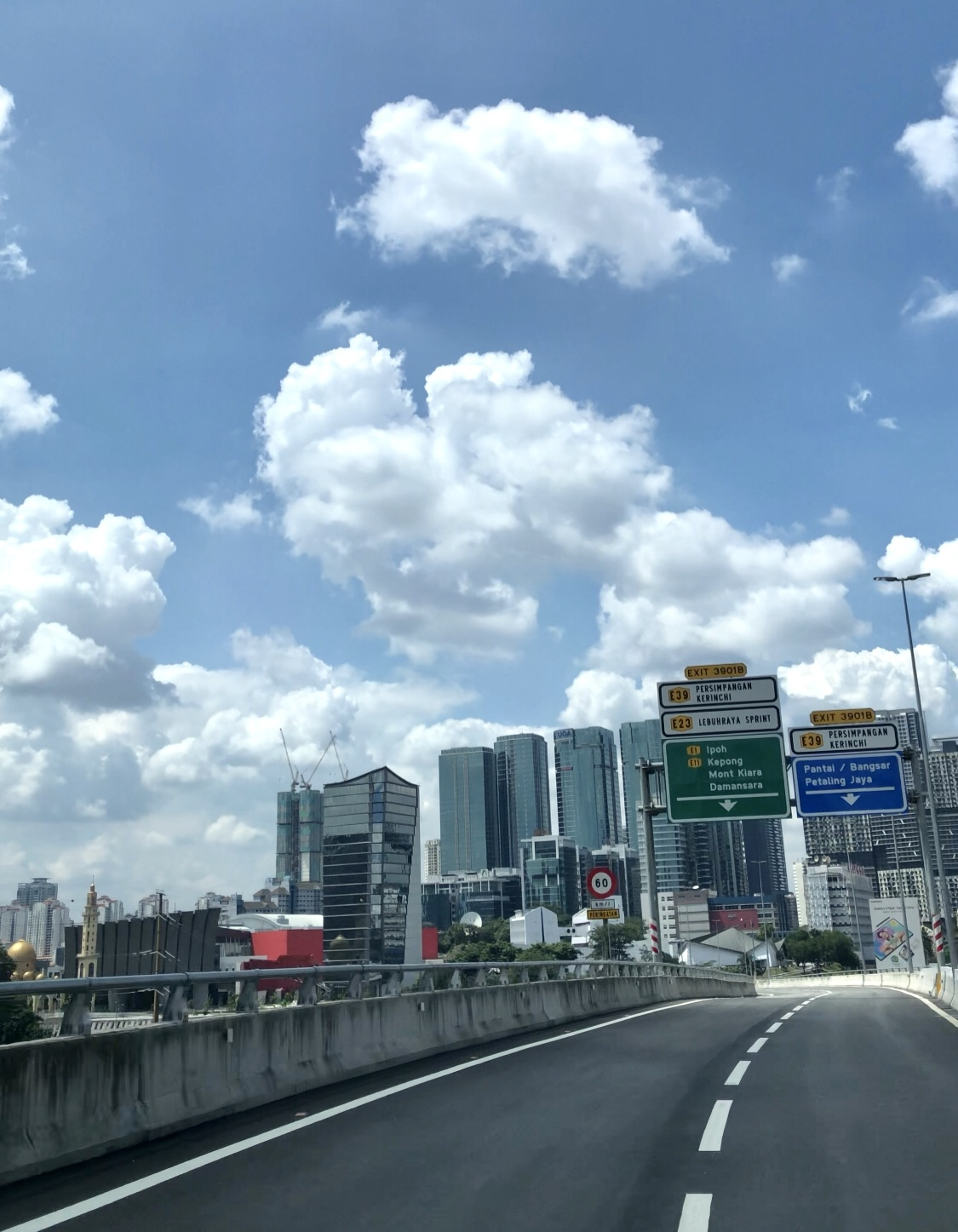
De E39

De E39 of Lebuhraya Setiawangsa–Pantai (Setiawangsa–Pantai Expressway (SPE)) is een autosnelweg in Maleisië. De snelweg is 29,8 kilometer lang en loopt door de agglomeratie van Kuala Lumpur. De E39 werd afgewerkt in 2023.
E1 ·
E2 ·
E3 ·
E4 ·
E5 ·
E6 ·
E7 ·
E8 ·
E9 ·
E10 ·
E11 ·
E12 ·
E13 ·
E14 ·
E15 ·
E16 ·
E17 ·
E18 ·
E19 ·
E20 ·
E21 ·
E22 ·
E23 ·
E24 ·
E25 ·
E26 ·
E27 ·
E28 ·
E29 ·
E30 ·
E31 ·
E32 ·
E33 ·
E35 ·
E36 ·
E37 ·
E38 ·
E39 ·